# Accord ouvert (accordage)
Pour les articles homonymes, voir Accord ouvert.
 (août 2023).
L'accord ouvert (open tuning en anglais) est une technique d'accordage de l'instrument à cordes (généralement la guitare) où les cordes sont accordées de façon différente de l'accordage standard en Mi (EADGBE). Le terme s'emploie à la fois pour l'action d'ajuster la hauteur des cordes et pour le résultat obtenu, c'est-à-dire un accord ouvert. 

## Que signifie le terme «ouvert»?
Il est difficile de trouver une définition définitive pour ce terme. Les trois principales acceptions sont les suivantes :
- Au sens strict, est « ouvert » un accord qui ne comporte pas de tierce. Il est « ouvert » dans le sens où, ne comportant que la fondamentale et la quinte, il est compatible avec les deux principaux modes musicaux actuels, le mode majeur et le mode mineur.
- De manière plus simple, un accord ouvert est un accordage qui simplifie le doigté d'un accord. C'est la définition généralement acceptée.
- Dans les faits, et par généralisation, le terme « accord ouvert » s'applique souvent à tout accordage non standard. Dans ce dernier cas on parle aussi d'accord alternatif, ou d'accordage alternatif (alternate tuning en anglais).

Dans sa principale acception, un accord ouvert est donc un accordage alternatif qui simplifie le doigté d'un accord. Avec ce type d'accordage, on obtient un accord plus ou moins complet avec un simple barré, plutôt qu'un accord dissonant. Un accord ouvert présentera souvent plusieurs fois la fondamentale et la quinte. De même, dans sa troisième acception, le terme « accord ouvert » pourrait s'appliquer à un accordage qui consiste simplement à monter ou descendre tout le jeu de cordes d'un demi ton ou plus, en respectant les intervalles habituels.
Généralement, cette technique est utilisée afin d'obtenir des sonorités inhabituelles avec la guitare, notamment pour renforcer la présence d'une note par le jeu des harmoniques ou pour utiliser d'autres techniques de jeu comme le slide.
L'accordage classique de la guitare permet de jouer relativement facilement un très grand nombre d'accords et ainsi de changer facilement de tonalité en cours de morceau ; dans ce domaine, l'accordage ouvert est plus restrictif car, pour changer de tonalité, il nécessite d'utiliser un capodastre ou d'avoir une bonne maîtrise des doigtés.
Certains accordages sont particulièrement adaptés pour jouer les musiques traditionnelles utilisant un système modal.
L'accord ouvert est indépendant de la notion d'Open chord qui fait référence aux accords où certaines cordes sont mises en vibration sans que le musicien presse un doigt dessus (on parle de corde à vide).

## Exemples d'accords ouverts à la guitare
Sur une guitare, il existe potentiellement des milliers d'accordages ouverts (en) différents de l'accordage standard (mi la ré sol si mi). En voici quelques-uns parmi les plus utilisés principalement en musiques rock (hard et heavy metal) ou folklorique :
- Open de Ré (DADF#AD) : Ré La Ré Fa♯ La Ré. Accord parfait de D (Ré) majeur : DF#A, en grattant les 6 cordes à vide. Il y a une tierce (fa dièse). C'est l'accord généralement utilisé avec un bottleneck.

- Open de Sol (DGDGBD) : Ré Sol Ré Sol Si Ré. Accord parfait de G (Sol) majeur : GBD, en grattant les 6 cordes à vide (la tierce est le si). Accord traditionnel de la guitare slide jouée au bottleneck. Nommé Chicago ou Spanish tuning, il est utilisé par Keith Richards — en retirant la 6e corde de sa guitare, en l'occurrence le Mi grave ou dans le cas présent, le premier Ré — depuis la fin des années 1960 sur de nombreux titres des Rolling Stones, et par Led Zeppelin dans Dancing Days, That's The Way et Black Country Woman.
- Open de Mi (EBEG#BE) : Mi Si Mi Sol# Mi. Le grattage  à vide des 6 cordes produit l'accord parfait de E (Mi) majeur : EG#B.
- Open de La (EAEAC#E) : Mi La Mi La Do# Mi. Le grattage à vide des 6 cordes produit l'accord parfait de A (La) majeur : AC#E.
- Open de Do (CGCGCE) : Do Sol Do Sol Do Mi. Le grattage à vide des 6 cordes produit l'accord parfait de C (Do) majeur : CEG.

- Ré modal (DADGAD) : Ré La Ré Sol La Ré, souvent prononcé en lisant la notation anglo-saxonne : « DADGAD », utilisé dans la musique celtique, ou par Jimmy Page sur plusieurs titres de Led Zeppelin et notamment la chanson Kashmir.

Dans l'accordage DADGAD, les cordes ouvertes agissent comme bourdon sur la basse ou les aiguës, rappelant l'emploi des bourdons des instruments traditionnels comme la vielle à roue, la cornemuse ou les instruments de la famille de l'épinette des Vosges ; et ce qui est souvent le cas de la musique celtique, aussi bien irlandaise, écossaise que bretonne. Il a été popularisé par le guitariste britannique folk Davey Graham et juste auparavant par le bluesman devenu l'un des pères fondateurs du rock Bo Diddley.
- Sol modal (DGDGCD) : Ré Sol Ré Sol Do Ré (issu du "Sawmill Tuning" au banjo). Accord de sol sans tierce, avec une seconde entre les première et deuxième cordes : il est construit comme un accordage DADGAD transposé en tonalité de Sol, mais sans corde aiguë, et avec une corde grave supplémentaire ajoutant la quarte descendante. Il est très souvent utilisé par Gabriel Yacoub.

Sa variante, l'accord étendu (DGCGCD), Ré Sol Do Sol Do Ré, a été rendue célèbre par son utilisation dans The Rain Song de Led Zeppelin par Jimmy Page.

### Accordages métal
- Accordage en Mi bémol (EbAbDbGbBbEb), obtenu en abaissant la hauteur harmonique des 6 cordes d’un demi-ton par rapport à l’accordage standard en Mi. Il reste "à la quarte" comme dans  cet accordage. Metallica y a recours en concerts.
- Accordage en Ré (DGCFAD)  avec lequel toutes les cordes sont abaissées d'un ton[3]. Accordage des guitares de Gojira et Slayer.
- Accordage en drop D (DADGBE), consistant  à abaisser la corde de Mi grave d’un ton sans toucher aux autres. L’avantage principal est de pouvoir jouer des power chords plus facilement sur les 2 cordes les plus graves. C'est le type d'accordage adopté par Rage Against the Machine, Lamb of God ou Rammstein[4].
- Accordage en La standard (ADGCEA), obtenu en diminuant d'une quinte, soit trois tons et demi chacune des notes de l'accordage standard en Mi (EADGBE). Il peut s'utiliser sur une guitare baryton, et notamment dans des registres metal, jazz, fingerstyle, pour jouer des riffs dans les graves. Le groupe de death metal Bolt Thrower a utilisé une guitare baryton avec cet accordage pour leur album de 1989[5].